# 그라데이션

파울 클레의 Crystal Gradation, 수채화, 1921.

그라데이션(gradation 그러데이션[*])이란 어떤 색조, 명암, 질감을 단계적으로 다른 색조, 명암, 질감으로 바꾸는 예술 기법을 의미한다. 그라데이션을 통해 공간, 거리, 분위기, 부피, 곡선/곡면 등을 표현할 수 있다.

검은색에서 흰색으로의 단계적 변화를 보여주는 그라데이션 일러스트

미술가들은 재료와 원하는 효과에 따라 블렌딩, 해칭, 크로스해칭 등 다양한 기법을 통해 그라데이션 처리를 한다.

## 사진의 그라데이션
그라데이션은 사진 구도에도 유용할 수 있다. 사진 개발의 초기 수십 년에는 사진의 그라데이션 세부 사항을 개선하기 위한 많은 노력과 실험이 필요했다. 석판화와 초기 사진을 제작할 때 다양한 재료를 테스트했으며 세부적인 계조를 만드는 데 꾸준히 개선되었다. 1878년에 한 사진가는 이렇게 썼다.
"마지막 절에서 설명한 모든 포토리소그래피 공정의 가장 큰 결점은 다양한 크기의 여백으로 구분된 선이나 점으로 음영의 계조가 나타나는 드로잉이나 피사체의 복제에만 유리하게 적용할 수 있다는 점이다. 선과 분필로 된 선 또는 점각 조각과 석판화에서와 같이 다양한 간격으로 떨어져 있다."
주요 혁신은 19세기 후반 하프톤 사진의 발전이었다. 하프톤 사진은 최종 복제에서 그라데이션을 만들기 위한 중간 도구로 하프톤 스크린을 사용하여 PMT(Photomechanical Transfer Camera)를 사용하여 이미지를 촬영하여 원본 사진을 복제하는 것이다. 하프톤 스크린은 작은 점들의 연속적인 패턴으로 구성된 판이나 필름으로, 광기계 전송 카메라에 사용되는 경우 이미지 필터 역할을 한다. 하프톤 사진의 발명은 신문과 잡지의 대량 출판을 위해 사진을 복제할 수 있게 된 중요한 계기가 되었다.
아날로그 사진에서는 그라데이션을 포착하는데 있어서 사진가가 사용하는 재료와 장비에 따른 제약이 있었으나, 소프트웨어를 사용하여 사진 이미지를 다룰 수 있는 디지털 사진에서는 이러한 제약이 사라졌다.

## 현대
요즘에는, 휴대폰이나 컴퓨터 등에서 어플을 통해 그라데이션을 그리거나, 다운로드를 하기도 한다. 큰 사이즈의 그라데이션을 대략적으로 그린 후에, 확대해서, 화질을 낮추는 방법도 있다.
그라데이션은 휴대폰 배경 화면도 자주 쓰이며, 직접 그라데이션을 그려서 사용할 수 도 있다.
예전에 비하여 기술이 매우 크게 발달해서 사진가가 사용하는 재료와 장비 등에 따른 제약이 사라져서 매우 편리해졌다.